# Kevin Vennemann
Kevin Vennemann (* 1977 in Dorsten) ist ein deutscher Autor, Übersetzer und Hochschullehrer.

## Leben
Vennemann ist deutsch-österreichischer Herkunft. Er besuchte das St. Ursula Gymnasium in Dorsten. Im Anschluss studierte er Germanistik, Anglistik, Judaistik und Geschichte in Köln, Innsbruck, Berlin und Wien. Vennemann hat 2015 an der New York University mit einer literaturwissenschaftlichen Arbeit über die Müdigkeit promoviert. Seit 2016 unterrichtet er als Assistant Professor am Department of German Studies des Scripps College in Claremont (Kalifornien). 2016 war er außerdem Stipendiat der Forschungsgruppe „Transpacifica“ von Einstein-Visiting-Fellow Stefan Keppler-Tasaki an der Universität Tokyo. Die Forschungsgruppe wird von der Einstein Stiftung Berlin gefördert.

## Werk
2002 debütierte er mit dem Erzählungsband Wolfskinderringe, im Herbst 2005 erschien sein erster Roman Nahe Jedenew. Im Juni 2006 war er Teilnehmer des Ingeborg-Bachmann-Wettbewerbs und las den Auszug Im Komponierhäuschen aus einem neuen Romanprojekt. Dieser Roman wurde unter dem Titel Mara Kogoj im Frühjahr 2007 veröffentlicht und unterschiedlich besprochen (Der Tagesspiegel, 4. März 2007: „'Mara Kogoj' ist Kunsthandwerk, zu clever gemacht und zu gut gemeint, um nur annähernd gut sein zu können.“; Berliner Zeitung, 20. März 2007: „'Mara Kogoj' ist Literatur in ihrer bedeutsamsten Form.“; Frankfurter Rundschau, 21. März 2007: „Man könnte diesen konzentrierten, klugen Roman auch eine ‚Komposition für drei Stimmen und Tonbandgerät‘ nennen, denn sein Erzählrhythmus wird vom Vor- und Zurückspulen und den zyklischen Variationen der zentralen Motive bestimmt.“; Neue Zürcher Zeitung, 19. April 2007: „Kevin Vennemanns grandioser Roman 'Mara Kogoj'.“) Außerdem hatte im Mai 2007 ein Hörspiel namens Beiderseits im Bayerischen Rundfunk Premiere (Regie: Ulrich Lampen, Musik: Hans Platzgumer).
Wichtige Elemente des Schreibens Vennemanns sind – nach dem weitgehend unpolitischen, kaum experimentellen Debüt Wolfskinderringe – Sprachspiele und Erzählschnitte, die klare Narrativität auflösen, sowie eine antifaschistische und antinationale Zielrichtung der Stoffe und Motive: „Ich mag den erhobenen Zeigefinger prinzipiell ganz gerne, auch als Leser, weil ich mir denke, dass diverse gesellschaftliche Missstände es eher wert sind, erarbeitet zu werden, als persönlich Erlebtes.“ (sick of standing with my hands in my pockets, Interview mit Kevin Vennemann, BELLA triste Nr. 15, Sommer 2006).

### Nahe Jedenew
Das knapp hundertvierzigseitige Buch wurde anfangs nicht groß beachtet. Dies änderte sich mit einer Besprechung durch Helmut Böttiger, mit der dieser die Bedeutung des Buches klar herausstellte: „[...] schon nach den ersten Seiten ist klar: Dies ist der mit Abstand beste literarische Text, der in den letzten Jahren von einem unter Dreißigjährigen erschienen ist.“ (Böttiger, Zerfallen aller Sicherheiten, Deutschlandradio Kultur, Buchkritik, 28. Dezember 2005). Durch eine wenig später erschienene anderthalbseitige Besprechung als Aufmacher des Literaturteils der ZEIT (Georg Diez, Die schönste traurigste Geschichte, Die ZEIT, 12. Januar 2006) wurden Feuilleton und Leserschaft weiterhin auf das Buch aufmerksam gemacht, so dass es bis Herbst 2006 bereits in vier Auflagen erscheinen konnte. Nahe Jedenew beschreibt, wie zwei jüdische Mädchen ein Pogrom an ihrer Familie erleben. In einem Baumhaus versteckt beobachten sie die Vernichtung ihrer vertrauten Umgebung und flüchten sich in Erinnerungen an die Vergangenheit.
Der Kritiker Georg Kasch stellte in einer Rezension für die Wochenzeitung Freitag den literarischen Rang des Buchs und die Vennemanns Prosa kennzeichnende Strategie der radikalen Vergegenwärtigung von Vergangenem in den Mittelpunkt seiner Besprechung: „Am Ende, wenn auch die Existenz der Erzählerin vernichtet wurde, ist das Leben und Sterben der Familie für den Leser höchst gegenwärtig und greifbar geworden. Darin, nicht in der Genese, ähnelt der Roman den großen Texten W.G. Sebalds: Ihm gelingt, das Unfassbare der jüdischen Vernichtung für beklemmende Momente greifbar zu machen. Vennemanns rhythmische Variationen verstören, klingen nach und halten in Atem.“ (Kasch, Reiz der Fiktion, Freitag, 7. April 2006).
Verschiedentlich, jedoch nicht in den Literaturbesprechungen der Feuilletons, wurde auch die Vermutung erhoben, das in Nahe Jedenew beschriebene fiktive Pogrom solle an das tatsächlich geschehene Massaker im polnischen Jedwabne vom 10. Juli 1941 erinnern. Äußerungen Vennemanns zu diesen Vermutungen sind nicht bekannt.

## Werke

### Erzählungen, Romane
- Wolfskinderringe. Erzählungen. Tropen Verlag, Köln 2002.
- Nahe Jedenew. Roman. Suhrkamp Verlag, Frankfurt am Main 2005.
- Mara Kogoj. Roman. Suhrkamp Verlag, Frankfurt am Main 2007.
- Sunset Boulevard. Vom Filmen, Bauen und Sterben in Los Angeles. Suhrkamp Verlag, Berlin 2012.[3]

### Beiträge (Auswahl)
- Und so war die Sache mit dem Kornfeld. Erzählung. In: Michael Zöllner, Leander Scholz (Hrsg.): Akte Ex. Reinbek 2000,
- Am Kirschblütenbaum. Erzählung. In: BELLA triste. Nr. 4, Hildesheim, Herbst 2002,
- Verstecken. Erzählung. In: Susann Rehlein (Hrsg.): Alles Lametta,. München 2002/2003,
- Nahe Jegwenew (Prolog). Romanauszug. In: Edit, Nr. 36, Leipzig, 2004,
- Dass Sturmhard Kubel. Erzählung. In: Jörn Morisse, Stefan Rehberger (Hrsg.): Driving home for Christmas. Frankfurt am Main 2006

### Radioarbeiten
- Beiderseits, Hörspiel. Bayerischer Rundfunk 2007
- Peter O. Chotjewitz. Westdeutscher Rundfunk 2007
- The Voice of the Poor, Sami Berdugo, Radioessay. Bayerischer Rundfunk 2007
- Eva Hesse und die Romantik, Radioessay. Bayerischer Rundfunk 2007
- Sunset Boulevard – wie der Architekturfotograf Julius Shulman eine ganze Moderne zerstörte, Radioessay. Bayerischer Rundfunk 2008

### Rezensionen, Essays
- Die Ordnung des Schnees. Geographien. Über Andreas Münzners Roman Die Höhe der Alpen. In: Wespennest. 141, Dezember 2005.
- Else Lasker-Schüler: Ich und Ich. Werke und Briefe. In: Wespennest. 133, Dezember 2003.
- Andrea Krauß: Zerbrechende Tradierung. In: Wespennest. 133, Dezember 2003.
- mit Sebastian Bischoff: Achtzig Millionen Freunde müsst ihr sein. Über Nationalwahn und Zwangskollektivismus im Vorfeld einer deutschen Fußball-WM. In: Ballesterer FM. Heft 21, Sommer 2006.

### Übersetzungen
- Benjamin Kunkel, Keith Gessen (Hrsg.): Ein Schritt weiter. Die n+1-Anthologie. Aus dem Amerikanischen von Kevin Vennemann. Suhrkamp Verlag, Frankfurt am Main 2008.
- Mark Greif: Bluescreen. Essays. Aus dem Amerikanischen von Kevin Vennemann. Suhrkamp Verlag, Berlin 2011.
- Franco Berardi: Der Aufstand. Über Poesie und Finanzwirtschaft. Aus dem Englischen von Kevin Vennemann. Matthes & Seitz, Berlin 2015, ISBN 978-3-95757-237-0.
- Franco Berardi: Helden. Über Massenmord und Suizid. Aus dem Englischen von Kevin Vennemann. Matthes & Seitz, Berlin 2016, ISBN 978-3-95757-237-0.
- Chris Kraus: I Love Dick. Aus dem amerikanischen Englisch von Kevin Vennemann. Matthes & Seitz, Berlin 2017, ISBN 978-3-95757-364-3.
- Franco Berardi: Die Seele bei der Arbeit. Von der Entfremdung zur Autonomie. Aus dem Englischen von Kevin Vennemann. Matthes & Seitz, Berlin 2019, ISBN 978-3-95757-535-7.

### Als Herausgeber
- Else Lasker-Schüler: IchundIch. Herausgegeben von Karl Jürgen Skrodzki und Kevin Vennemann. Jüdischer Verlag, Frankfurt am Main 2009.

## Auszeichnungen
- 2003: Preis für muttersprachlich deutschsprachige Autoren des Integrationsfonds der Stadt Wien und des Vereins Exil
- 2004: Klagenfurter Literaturkurs
- 2006: Aufenthaltsstipendium der Stiftung Insel Hombroich
- 2006: Aufenthaltsstipendium Slowenien der Stiftung Brandenburger Tor
- 2006: GWK Förderpreis Literatur
- 2007: Förderpreis zum Heimrad-Bäcker-Preis
- 2007: Bayern 2-Wortspiele-Preis
- 2008: Aufenthaltsstipendium in der Villa Aurora in Los Angeles
- 2009: Margarete-Schrader-Preis
- 2009: Aufenthaltsstipendium Künstlerhof Schreyahn
- 2015: Aufenthaltsstipendium des Goethe-Instituts in der Villa Kamogawa in Kyoto

## Interviews mit Kevin Vennemann
- Zu wissen, wofür. Interview von Ilka Schröder, Sebastian Bischoff und Hartmut Burggrabe. In: konkret. Nr. 06/2006.
- sick of standing with my hands in my pockets. Interview von Katrin Zimmermann. In: BELLA triste. Nr. 15, 2006.
- Von Deutschland nach Ljubljana. Der junge Schriftsteller Kevin Vennemann interessiert sich für die Geschichte Osteuropas. Interview von Stephanie von Oppen. Deutschlandradio Kultur, Radiofeuilleton Profil, 8. November 2006.

## Weitere öffentliche Auftritte
- 2014: Gast im Podcast Judge John Hodgman, Folge 154: „Visitation Rights“